# Agostino Pallavicini
Il Serenissimo Agostino Pallavicini (Genova, 1577 – Genova, 1649) fu il 103º doge della Repubblica di Genova e re di Corsica.

## Biografia

Stemma nobiliare dei Pallavicini

Scarne e approssimative le notizie biografiche sulla figura del patrizio genovese Agostino Pallavicini. Figlio di Francesco e Violante Grimaldi, nacque a Genova nel 1577 (o 1575 secondo altre fonti).
Per la Repubblica di Genova ricoprì diversi incarichi istituzionali, tra questi la nomina di governatore di Corsica nel periodo tra il 1606 e il 1608 e la carica di protettore del Banco di San Giorgio nel 1625.
Il 13 luglio 1637 fu investito dal Gran Consiglio della massima carica dogale: la cinquantottesima in successione biennale e la centotreesima nella storia repubblicana. In qualità di doge fu investito anche della correlata carica biennale di re di Corsica. Sotto il suo comando si iniziò la costruzione del molo della Lanterna di Genova.
Nominato procuratore perpetuo al termine del mandato, il 13 luglio 1639, morì a Genova nel corso del 1649. Il suo corpo venne sepolto all'interno della basilica di San Siro.